# Yamaha TR
Die Yamaha TR war ein Rennmotorrad des japanischen Herstellers Yamaha, das von 1969 bis 1972 in der Motorrad-Weltmeisterschaft von Privatfahrern eingesetzt wurde. Das Rennmotorrad war der erste Production-Racer von Yamaha mit einem Hubraum von 350 cm³.
Der Finne Jarno Saarinen wurde mit einer TR-Production-Racer 1971 und 1972 Vizeweltmeister in der Klasse bis 350 cm³ Hubraum und gewann ebenfalls 1972 das Mallory Park Race of the Year. Zwei gekoppelte Motoren der TR-Modellreihe waren der Antrieb für Don Vescoss Big Red, mit der er am 17. September 1970 mit 405,250 km/h einen neuen Geschwindigkeitsweltrekord für Motorräder aufstellte.

## Geschichte und Technik
Die luftgekühlten Yamaha-TD-Modelle mit 250 cm³ Hubraum waren bereits seit 1962 für Privatfahrer erhältlich und überaus erfolgreich. Nachdem das Reglement für die Saison 1970 überarbeitet wurde, und nur noch Zweizylinder-Motoren zugelassen waren, versprach sich Yamaha einen Verkaufserfolg auch für die höhere Hubraumklasse. Der Motor mit horizontal teilbarem Kurbelgehäuse entsprach von der Konstruktion dem bewährten kleineren TD-Motor mit zwei 34-mm-Mikuni-Vergaser (jedoch 64 statt 54 mm Bohrung). Durch die angestrebte Baugleichheit und den kostensparenden Faktor war es für Privatfahrer möglich, in zwei Klassen zu starten. Drei Viertel aller Fahrer taten dies.
Über ein Fünfganggetriebe (die TR 3 hatte sechs Gänge) wurde die Leistung über eine Kette an das Hinterrad übertragen. Das Fahrwerk bestand aus einem Doppelschleifen-Rohrrahmen mit einer Teleskopgabel und zwei Federbeinen an der Hinterradschwinge. Die Reifengröße betrug 3.0–18 und gebremst wurde mit einer Duo-Duplex-Bremse am Vorderrad und einer Duplexbremse am Hinterrad.
Als Nachfolgemodell wurde Ende 1972 die wassergekühlte Yamaha TZ 350 präsentiert.

## Technische Daten
|                        | TR 2              | TR 2B              | TR 3              |
| Baujahr                | 1969–70           | 1971               | 1972              |
| Leistung/bei           | 54 PS 9.500 min−1 | 56 PS 10.000 min−1 | 58 PS 9.500 min−1 |
| Radstand               | 1316 mm           | 1316 mm            | 1316 mm           |
| Lenkkopfwinkel in Grad | 62,5              | 62,5               | 62,5              |
| Nachlauf in mm         | 90                | 90                 | 90                |
| Leergewicht in kg      | 111               | 111                | 111               |